# Skorki
Skorki, cęgosze (Dermaptera) – niewielki rząd owadów z podgromady uskrzydlonych i infragromady nowoskrzydłych. Obejmuje około 2000 opisanych gatunków. Skrzydła pierwszej pary mają przekształcone w skórzaste pokrywy, a drugiej błoniaste, w spoczynku potrójnie złożone pod pierwszymi. Wiele gatunków jest bezskrzydłych lub ma skrzydła zredukowane. Większość gatunków współczesnych ma nieczłonowane, przekształcone w  szczypce przysadki odwłokowe. Takson kosmopolityczny, ale najliczniejszy w strefie tropikalnej i ciepłej umiarkowanej. Przedstawiciele preferują miejsca zacienione i wilgotne. Większość jest wszystkożerna, ale zdarzają się wśród nich mięsożercy, roślinożercy, a nawet ektopasożyty i komensale ssaków. Samice opiekują się złożonymi w komorze lęgowej jajami oraz wczesnymi stadiami larwalnymi. Rozwój odbywa się z przeobrażeniem niezupełnym. W zapisie kopalnym znane są od triasu późnego.

## Budowa

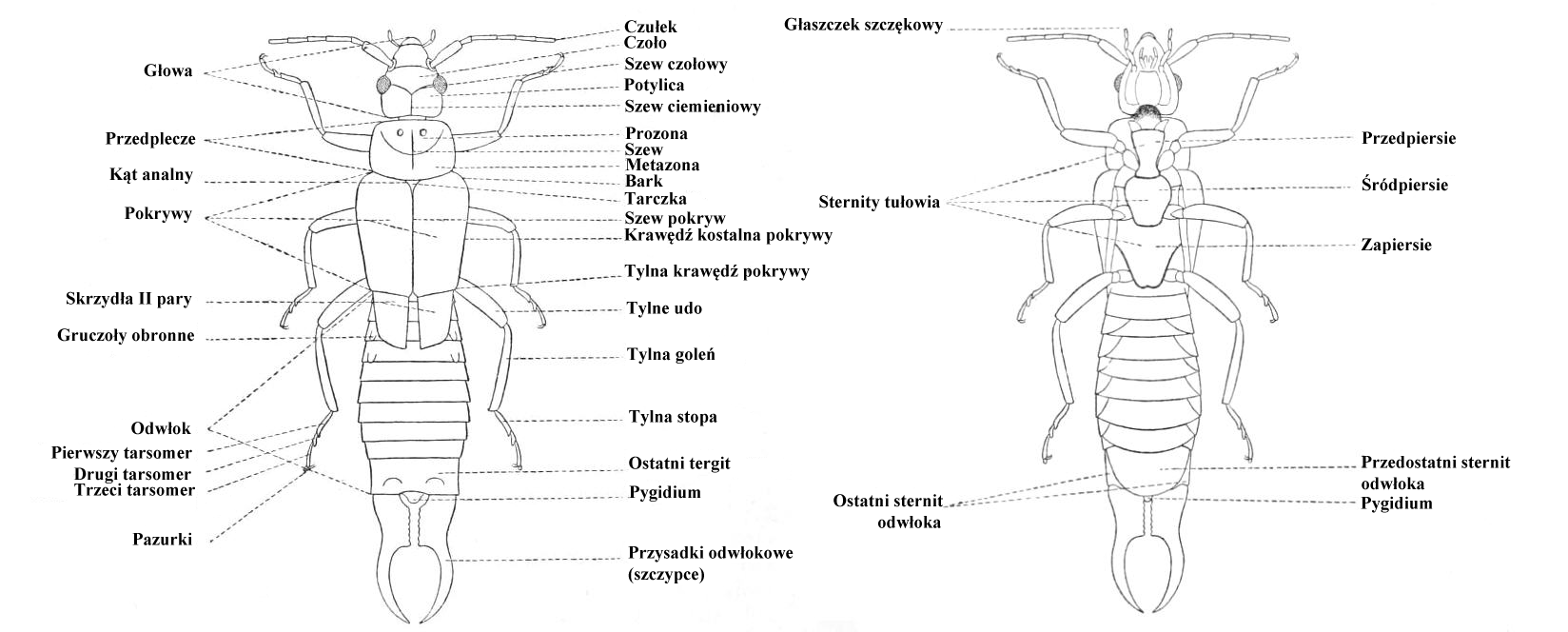
Budowa zewnętrzna skorka (ilustr. z 1910 aut. M. Burra)

Ciało skorków jest wydłużone, w większości przypadków grzbietobrzusznie spłaszczone. Osiągają one od 4 do 84 mm długości, przy czym maksymalna wartość dotyczy wymarłego w XX wieku Labidura herculeana, natomiast największym gatunkiem żyjącym jest Titanolabis colossea, osiągający około 55 mm długości. Ubarwienie zwykle jest w odcieniach żółci, brązu lub czerni, najczęściej jednolite, rzadziej z wzorem.
Owalna lub sercowata, wyraźnie odgraniczona od tułowia, prognatyczna głowa ma mniej lub bardziej widoczne szwy. Nitkowate lub paciorkowate czułki zbudowane są z 10–50 członów. Stosunkowo małe oczy złożone z eukonicznymi fasetkami stanowią zwykle jedyny narząd wzroku, gdyż przyoczek u skorków brak. Gatunki pasożytnicze są całkiem ślepe. Aparat gębowy jest typu gryzącego, ortopteroidalnego.

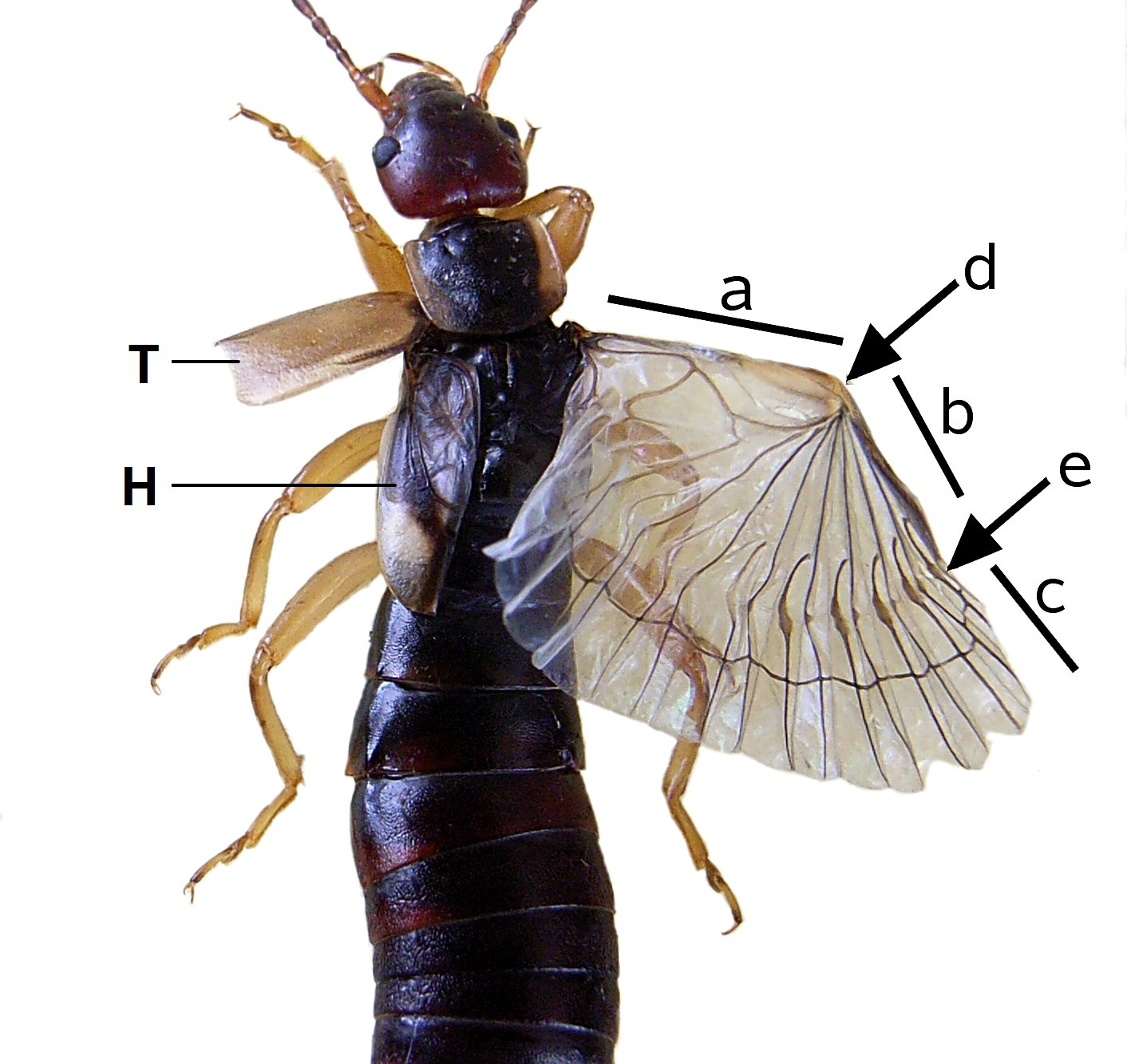
Skorek z rozłożonym prawym tylnym skrzydłem. Sposób jego składania jest następujący: składane jest wachlarzowato do zrównania się promieniście się rozchodzących żyłek z liniami b i c, następnie zginane wzdłuż przedłużenia strzałki e, po czym zaginane dookoła stawu d i złożenie pod częścią równoległą do a

Przedtułów nakrywa od góry tarczowate, zwykle spłaszczone przedplecze. Często środkiem przedplecza biegnie podłużna bruzda, a niekiedy jego powierzchnia zróżnicowana jest na przednią prozonę i tylną metazonę. Budowa skrzydeł obu par jest unikalna wśród owadów. Pierwsza para skrzydeł jest przekształcona w twarde, skórzasto zgrubiałe pokrywy (tegminy). Pokrywy te sięgają najwyżej do połowy długości odwłoka, a często są jeszcze krótsze, zredukowane albo wręcz szczątkowe, w postaci bocznych „klapek”. U form współczesnych pokrywy pozbawione są użyłkowania, ale u niektórych wymarłych jeszcze je miały. Druga para skrzydeł jest błoniasta, o bardzo mocno zredukowanym remigium i silnie rozszerzonym, wachlarzowatym vannusie, zwykle o zgrubiałym przednim brzegu. Kształt skrzydeł tylnych jest półkolisty z promieniście rozchodzącymi się żyłkami. W pozycji spoczynkowej skrzydła tylne złożone są potrójnie: podłużnie (wachlarzowato) i dwa razy poprzecznie; całkowicie ukryte pod pokrywami lub też o wystającym spod nich przednim brzegu. Skrzydła tylnej pary, a czasem też pokrywy mogą być całkowicie zanikłe. Czasem pokrywy odsłaniają fragment śródplecza zwany tarczką. Odnóża poszczególnych par są podobnie zbudowane, bieżne. Gatunki współczesne mają trójczłonowe stopy zakończone parą pazurków, ale pozbawione przylg. Wymarłe Archidermaptera i Eodermaptera miały stopy pięcioczłonowe.
Odwłok jest silnie zesklerotyzowany, zbudowany z 11 segmentów. U samców ma 10 tergitów i 9 sternitów, a u samic 8 tergitów i 7 sternitów. Pleuryty są u obu płci zanikłe. Wiele gatunków ma gruczoły produkujące wydzielinę odstraszającą, uchodzące na wzgórkach po bokach trzeciego i czwartego tergitu. Ostatni tergit jest większy niż pozostałe. Za nim leży pygidium, zwane też płytką odbytową i zakończone metapygidium i płytką końcową. Pygidium bywa ukryte, od góry niewidoczne. Siódmy sternit samicy tworzy płytkę subgenitalną. Większość gatunków ma nieczłonowane, silnie zesklerotyzowane przysadki odwłokowe wykształcone w formie szczypiec (kleszczy). Często wykazują one dymorfizm płciowy: te u samic są krótsze, bardziej proste i nieuzbrojone, a u samców dłuższe, silniej zakrzywione i wyposażone w guzki czy ząbki. Szczypce samców mogą być nawet dłuższe od ciała. Ponadto znany jest polimorfizm przysadek w obrębie jednej płci: występowanie formy krótko- i długoszczypcowej. U gatunków pasożytniczych przysadki odwłokowe są nitkowate, a u niektórych wymarłych były jeszcze wieloczłonowe. Wyrostki rylcowe u skorków nie występują. 
Narząd kopulacyjny samca umieszczony jest między dziewiątym a dziesiątym sternitem. U najbardziej prymitywnych grup (Pygidicranidae i Diplatyidae) narząd ten jest parzysty i ma dwa symetryczne prącia. U Karschiellidae lewe prącie jest silnie zredukowane. U Apachyidae, Anisolabisidae i obcężnicowatych prącia są asymetryczne. U form bardziej zaawansowanych (Eudemaptera) aparat kopulacyjny i prącie są pojedyncze, ale wciąż występuje para przewodów wytryskowych, choć ten na stronie niefunkcjonalnej może mieć postać szczątkową. Każde prącie zaopatrzone jest w zesklerotyzowany wyrostek, zwany virgą, w którym znajduje się końcowy odcinek przewodu wytryskowego i jego ujście (gonopor). Virga może być nawet 2,5 raza dłuższa od całego ciała. Skorki o dwóch penisach w czasie kopulacji wykorzystują tylko jeden z nich. Zachowanie drugiego bywa jednak przydatne, gdyż w czasie stosunku może dojść do odłamania się virgi. Bardzo długie virgi służyć mogą także usunięciu z ciała samicy spermy rywala.
U samic jajniki zbudowane są z owarioli meroistyczno-politroficznej, ale zmodyfikowane tak, że każdy oocyt łączy się z jednym tylko trofocytem. Pokładełko u form współczesnych jest szczątkowe, u wymarłych bywało dobrze rozwinięte.

## Biologia i ekologia

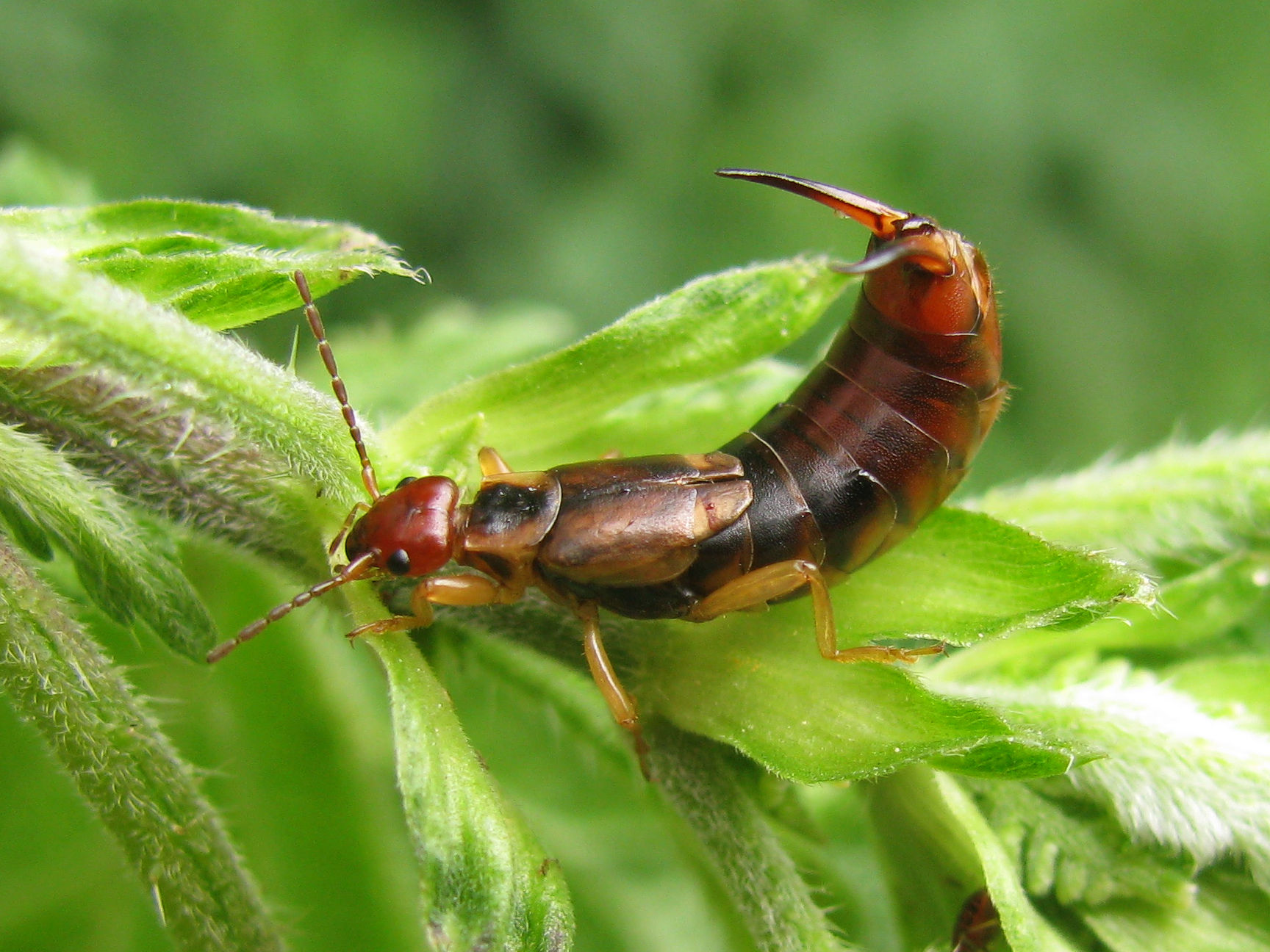
Samica skorka pospolitego w pozycji obronnej

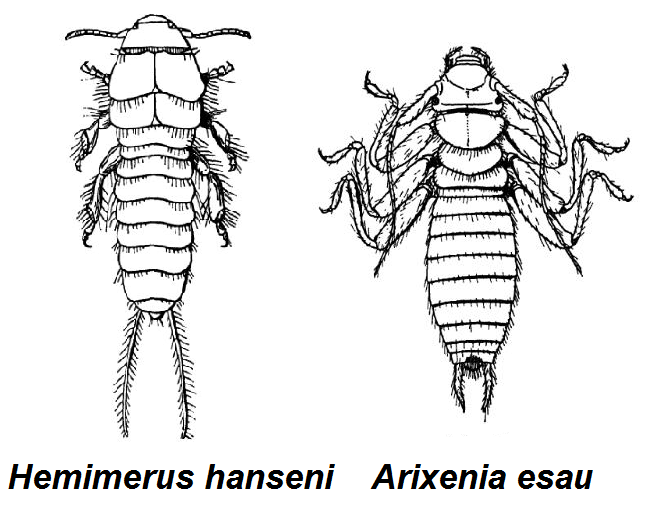
Hemimerus hanseni i Arixenia esau. Przedstawiciele dwóch różnych linii ewolucyjnych przystosowanych do życia na skórze ssaków

Skorki poruszają się głównie biegając. Większość ma dobrze rozwinięte skrzydła, ale latają rzadko. Przy składaniu skrzydeł wykorzystują szczypce. Dotknięte przywierają do podłoża (tigmotaksja). Mogą się też bronić szczypcami i wydzieliną gruczołów obronnych. Są owadami higrofilnymi i raczej cieniolubnymi. W większości są aktywne nocą. Grzbietobrzusznie spłaszczone ciała przystosowują je do wchodzenia w ciasne miejsca. Przebywają w szczelinach gleby i starego drewna, pod korą, mchem, kamieniami, wśród opadłych liści, w ściółce, odpadkach roślinnych i zwierzęcych, nawozie, na pobrzeżach wód płynących i stojących, także o podłożu piaszczystym. Gatunki synantropijne spotkać można w piwnicach, spiżarniach itp. miejscach. Niektóre są troglofilne i zasiedlają jaskinie. Większość to gatunki wszystkożerne, żerujące na roślinach oraz martwych i żywych, ale mniej szybkich stawonogach, do chwytania których mogą używać szczypiec. Niektóre są jednak wyłącznie drapieżne lub wyłącznie roślinożerne. Występować może również kanibalizm.
Istotnym wyjątkiem od powyższego opisu jest kilkanaście gatunków tropikalnych z rodzin Arixeniidae i Hemimeridae, będących zewnętrznymi pasożytami i komensalami ssaków. Spośród tej pierwszej rodziny Arixenia występują w fałdach skóry nietoperza naguska obrożnego (Cheiromeles torquatus), żywiąc się ciałem lub wydzielinami gospodarza, a Xeniaria żerują na guanie lub zasiedlających je stawonogach. Spośród Hemimeridae przedstawiciele rodzaju Hemimerus występują na wielkoszczurach (Cricetomys), a Araeomerus na chomikoszczurach (Beamys).

### Drapieżniki i pasożyty

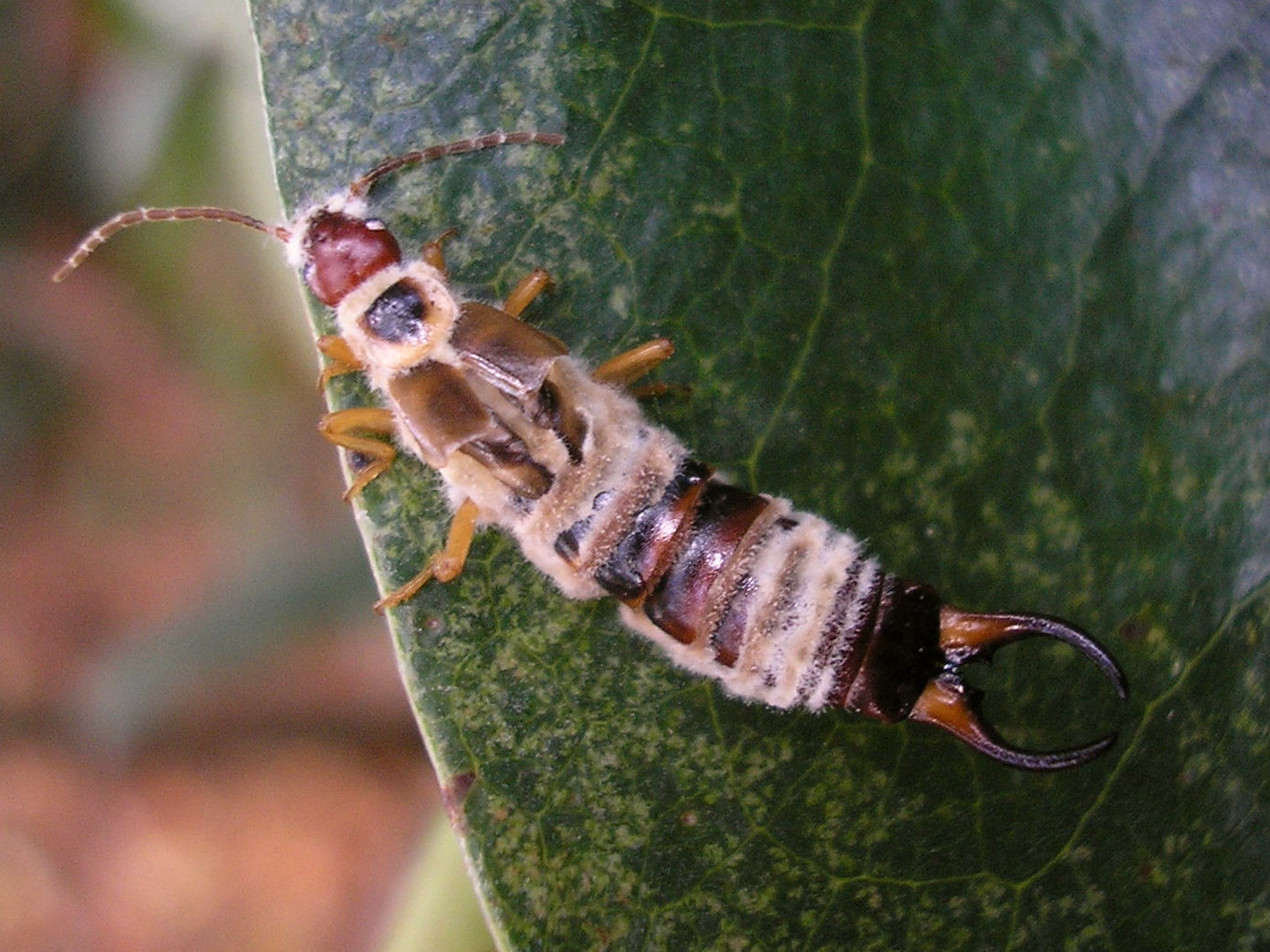
Skorek pospolity porażony przez grzyba

Skorki padają ofiarami licznych zwierząt, w tym: ptaków, owadożernych, nietoperzy, płazów, jaszczurek, pareczników, zajadkowatych, pająków i osowatych. Do porażających skorki parazytoidów należą niektóre muchówki z rodziny rączycowatych. Spośród nich Triarthria setipennis wykorzystywana jest od lat do ich biologicznej kontroli, a potencjał do takiego wykorzystania ma również Ocytata pallipes. Sporadycznie skorki atakują nicienie z gatunku Mermis nigrescens. Skorki porażane są też przez co najmniej 26 gatunków grzybów z klasy owadorośli.

### Rozród i rozwój

Cykl rozwojowy samca

Przedstawicieli rodzin Arixeniidae i Hemimeridae cechuje żyworodność i odżywianie potomstwa przez łożysko. Pozostałe skorki są jajorodne. Podczas kopulacji samiec wykorzystywać może do przytrzymywania samicy szczypce. U Anisolabidinae samce wykorzystują swe nawet 2,5 raza dłuższe od ciała virgi do usunięcia spermy rywala z ciała samicy. Po kopulacji samica przechowuje nasienie partnera w spermatece przez wiele miesięcy i może je wykorzystać do zapłodnienia więcej niż jednego pakietu jaj.
Samica buduje w wilgotnej glebie komorę lęgową, w której składa jaja. W jednym pakiecie może ich być 20–80. Początkowo są perłowe i owalne, ale przed wylęgiem ciemnieją i przybierają kształt bardziej nerkowaty. Samica wykazuje się troską rodzicielską. Nieustannie oblizuje jaja, chroniąc je przez zapleśnieniem, a w razie potrzeby broni je przed drapieżnikami. Larwy klują się po około tygodniu, czasami z asystą samicy. Pozostają w gnieździe do drugiej wylinki, będąc również czyszczonymi przez samicę. Są karmione pokarmem zwracanym przez samicę. Zjadają też swoje wylinki, a w razie śmierci samicy mogą zjeść jej ciało.
Rozwój pozazarodkowy odbywa się z przeobrażeniem niezupełnym. Występuje 4 do 6 stadiów larwalnych, zwanych też nimfami. Mają one mniej lub bardziej proste przysadki odwłokowe i pozbawione są skrzydeł. Cykl rozwojowy trwać może od kilku tygodni do kilku miesięcy. Gatunki środkowoeuropejskie zimują jako larwy bądź osobniki dorosłe.

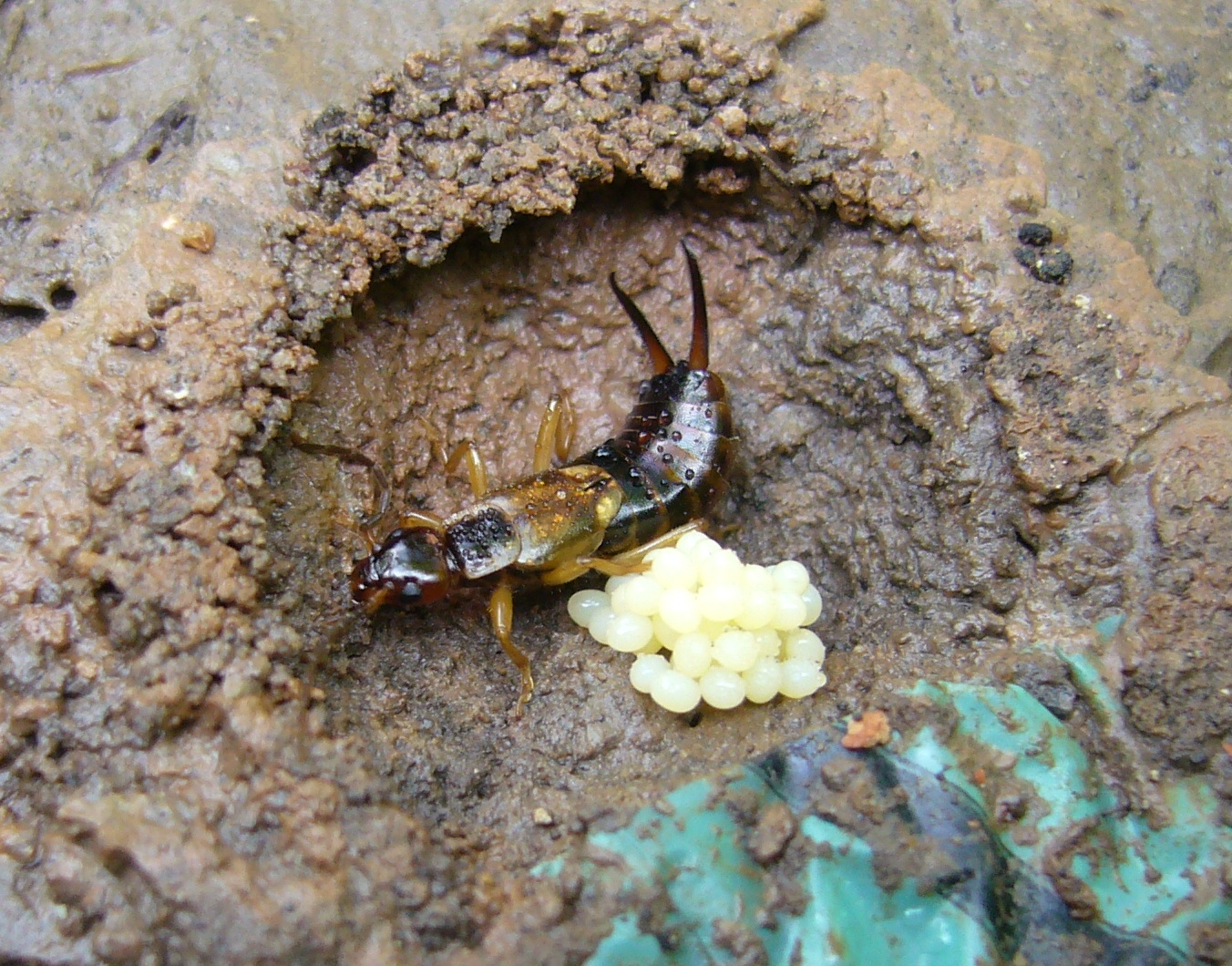
Samica skorka pospolitego opiekująca się jajami w gnieździe
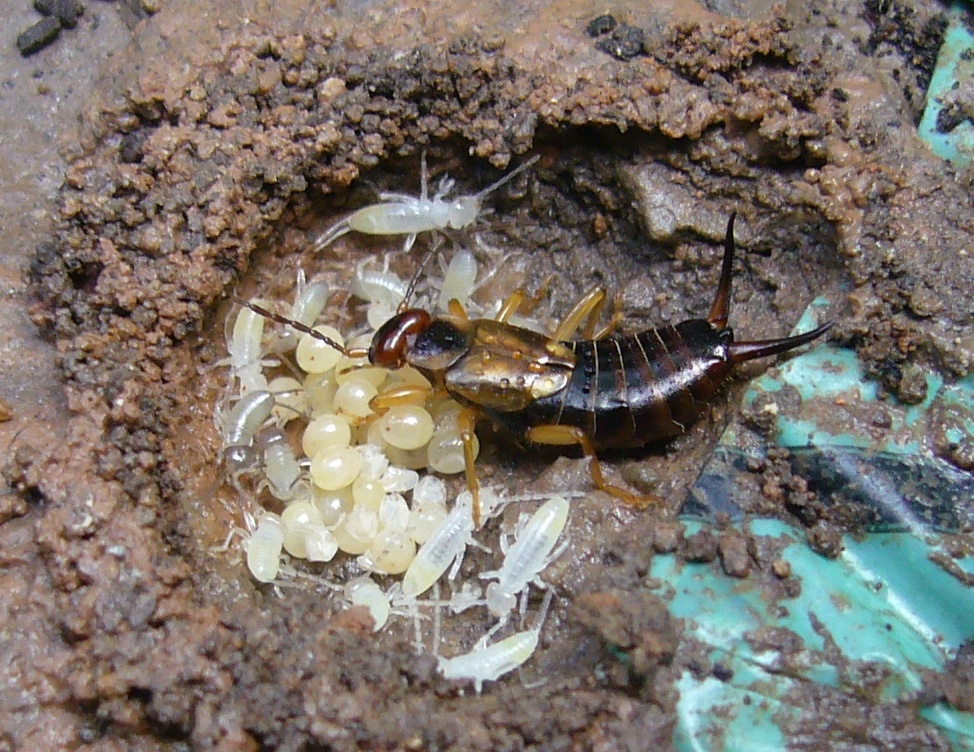
Samica skorka pospolitego opiekująca się larwami w gnieździe

## Rozmieszczenie
Owady te rozprzestrzenione są na całym świecie z wyjątkiem Antarktydy i północnej Arktyki, aczkolwiek najliczniej reprezentowane są w strefie tropikalnej i ciepłej strefie umiarkowanej. Występują od brzegów mórz po rejony wysokogórskie. W piętrach alpejskim i subalpejskim wysokich gór Palearktyki dominują przedstawiciele Anechurinae, ale duże wysokości osiągają również rodzaje pospolite na nizinach. Rekord wysokości należy do Guanchia sjoestedti, znalezionej na rzędnych 4880 m n.p.m. w masywie Kilimandżaro. Najwięcej (ponad 100) gatunków skorków wykryto dotychczas w Indiach (239), Chinach (229), Indonezji (204), Brazylii (147), DR Konga (128), na Filipinach (110) i w Tanzanii (107).
W Europie stwierdzono 84 gatunki skorków z 5 rodzin, najwięcej w Hiszpanii (30) i Włoszech (24). Faunę Rosji (z częścią azjatycką włącznie) reprezentują 34 gatunki z 4 rodzin (zobacz: skorki Rosji). W Polsce stwierdzono zaledwie 6 gatunków z 3 rodzin, przy czym możliwe jest znalezienie jeszcze jednego (zobacz: skorki Polski). Na Islandii brak skorków zupełnie, a na Grenlandię zawleczono 1 gatunek (zobacz: skorki Grenlandii).

## Systematyka i ewolucja

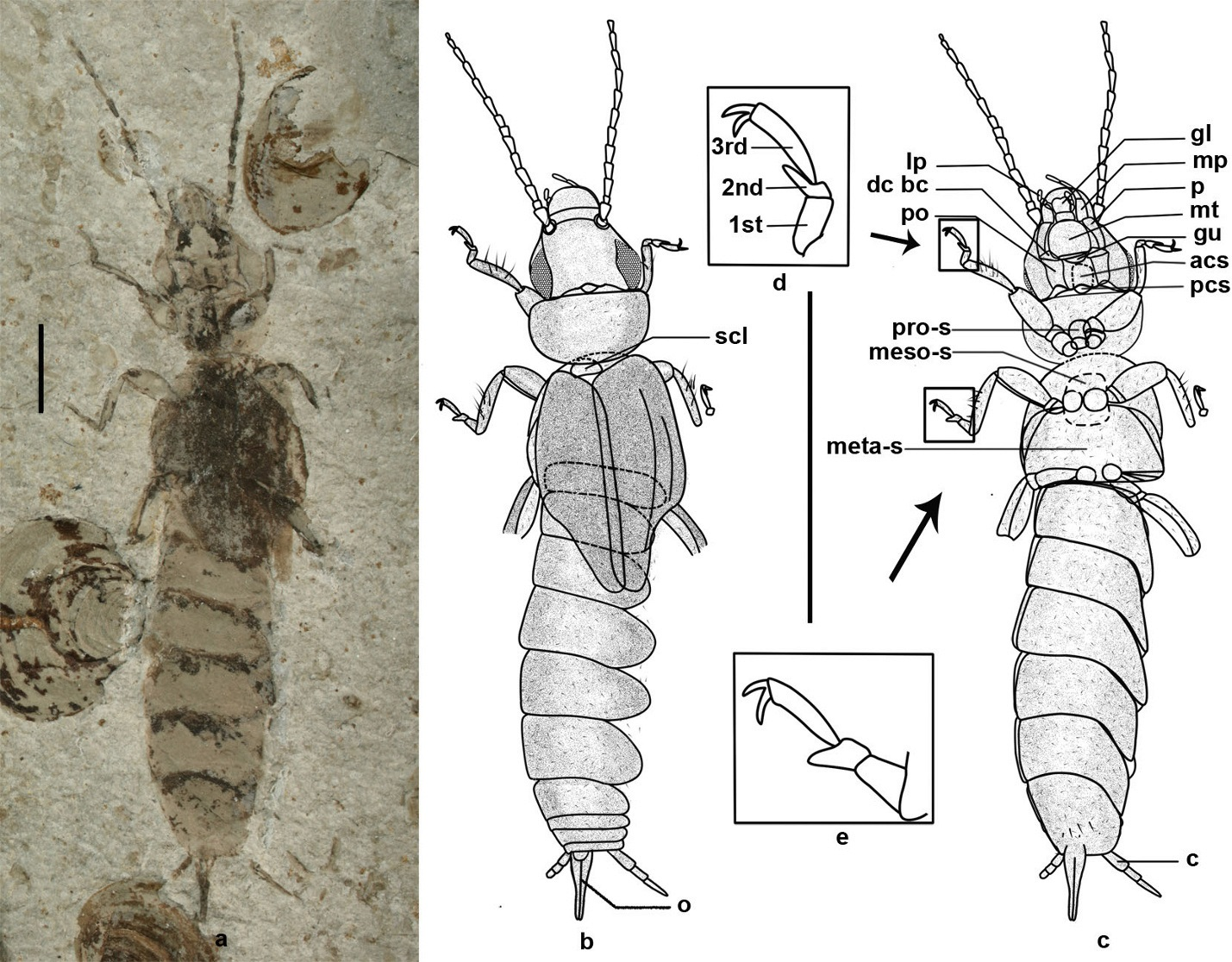
Belloderma arcuata, jurajski skorek o niejasnej przynależności do podrzędu

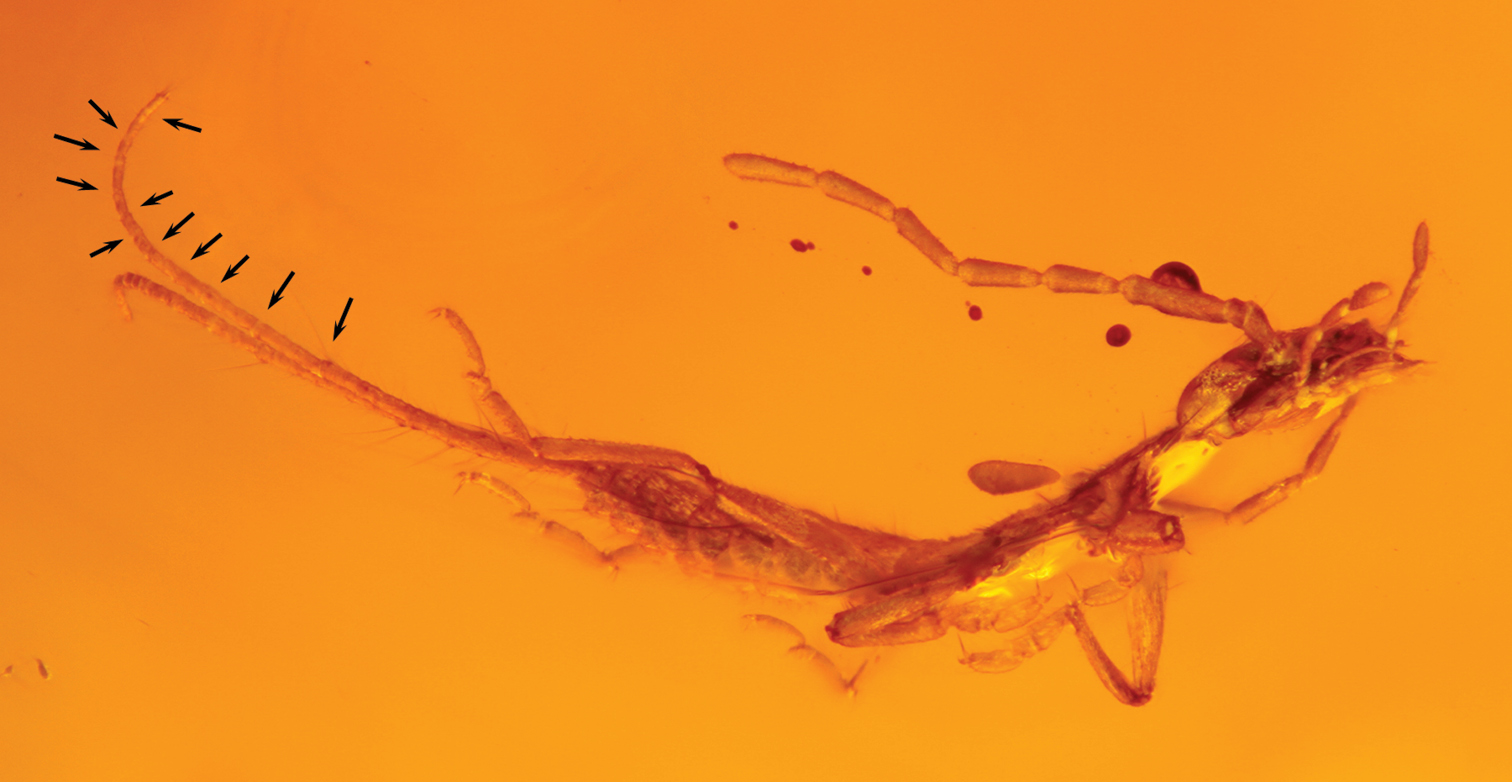
Kredowy przedstawiciel Neodermaptera w birmańskim busztynie, Tytthodiplatys mecynocercus. Strzałki wskazują liczne człony przysadek odwłokowych.

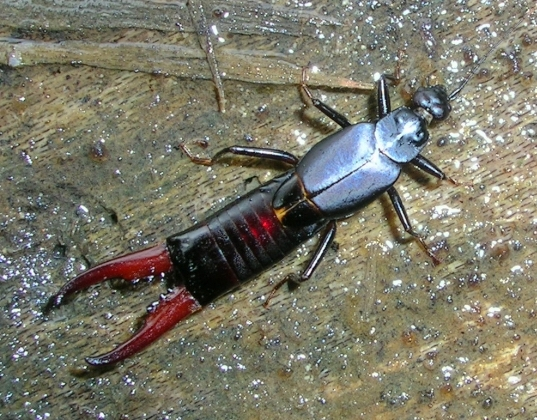
Nieoznaczony skorek z Ghatów Zachodnich.

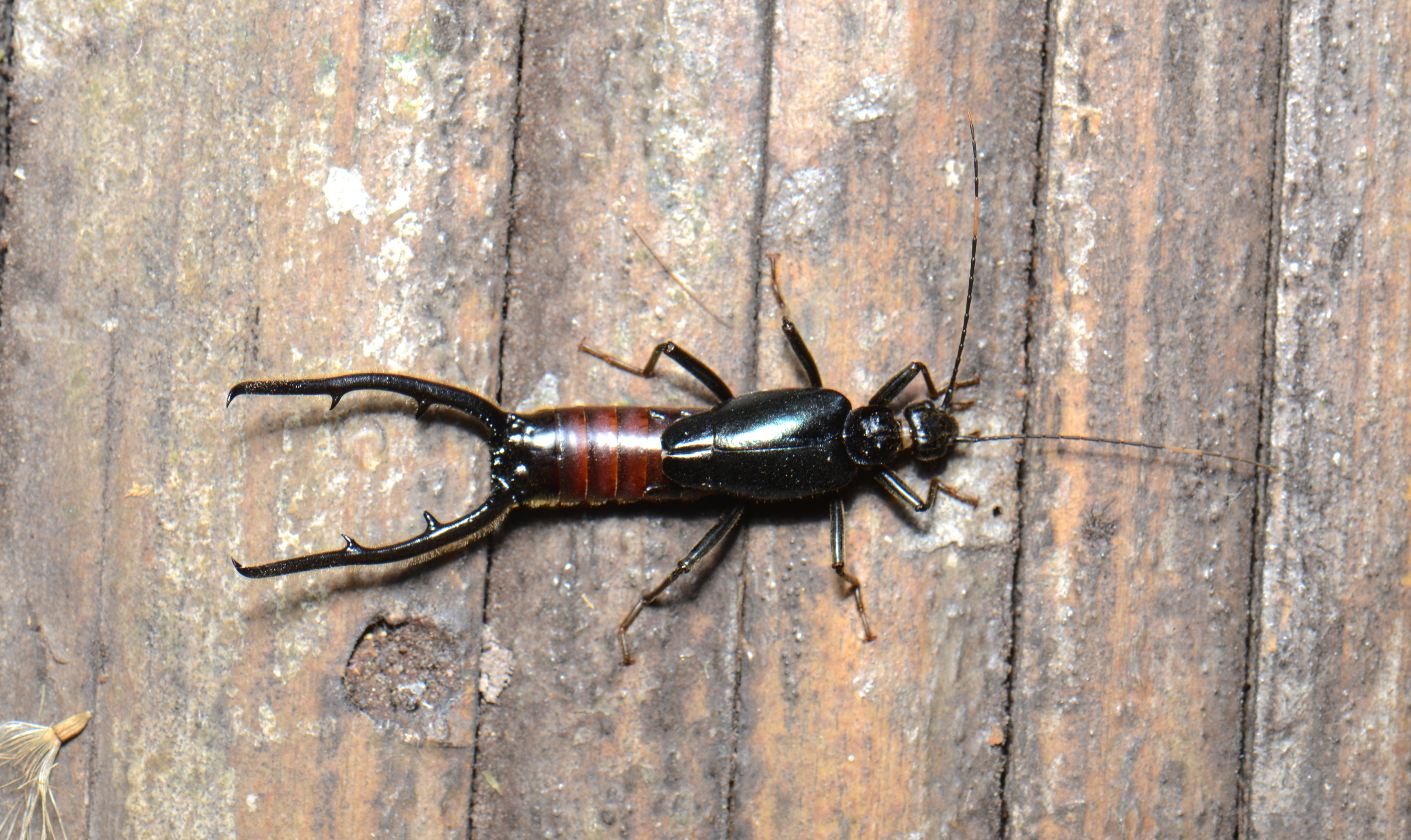
Opisthocosmia z rodziny skorkowatych i podrodziny Opisthocosmiinae.

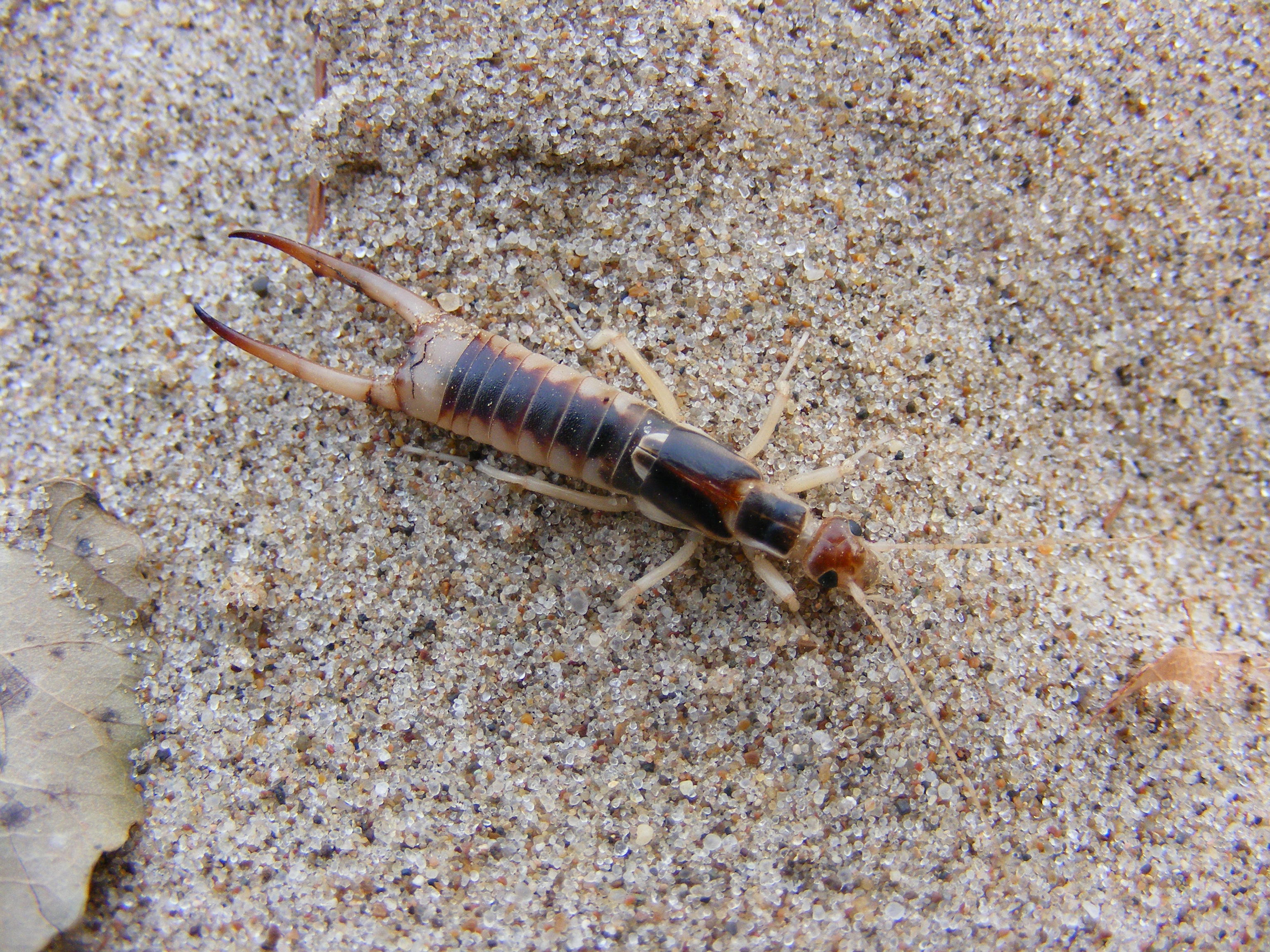
Obcążnica nadbrzeżna z rodziny obcężnicowatych.

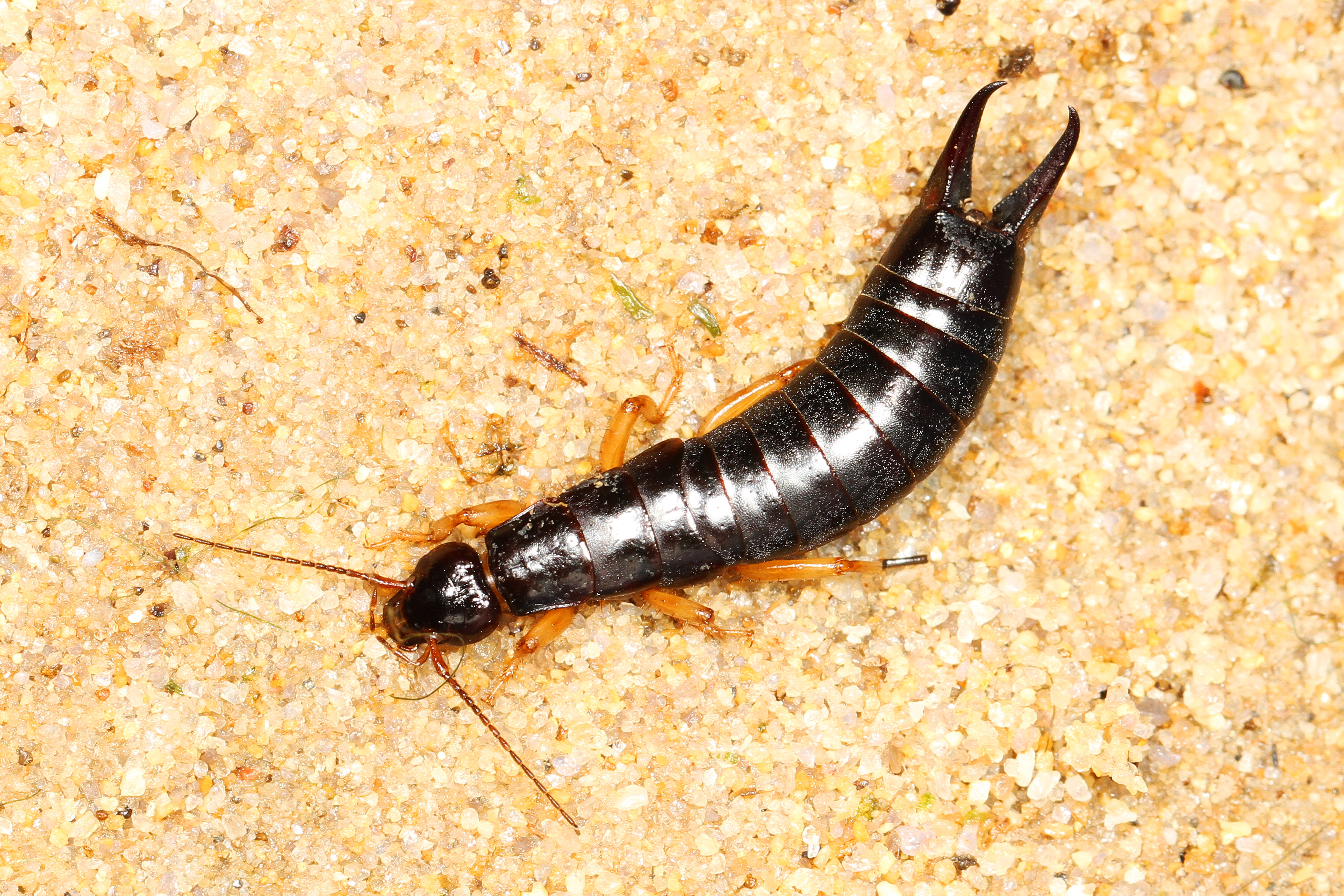
Anisolabis maritima z rodziny Anisolabididae.

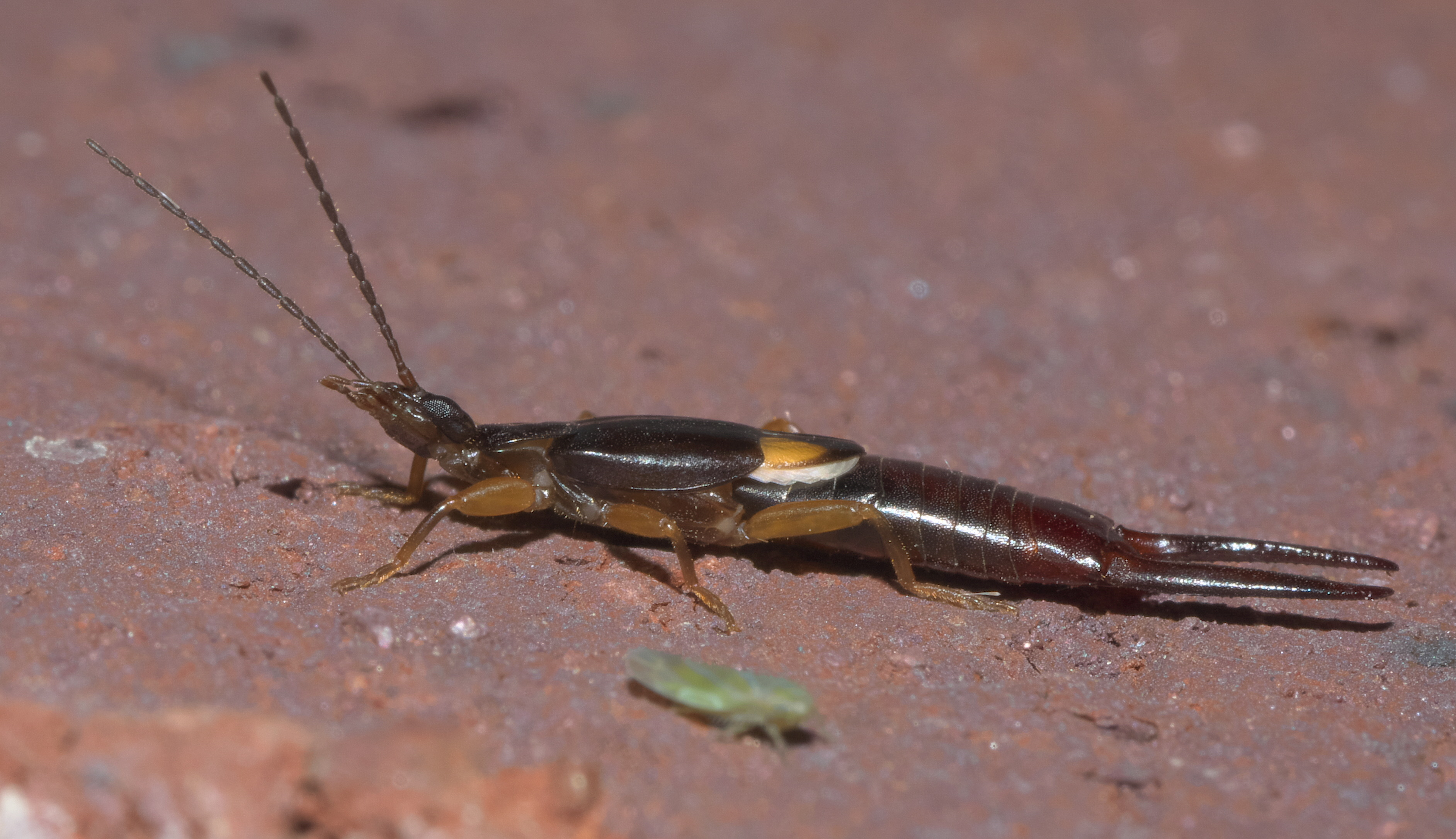
Vostox brunneipennis z rodziny kleszczankowatych.

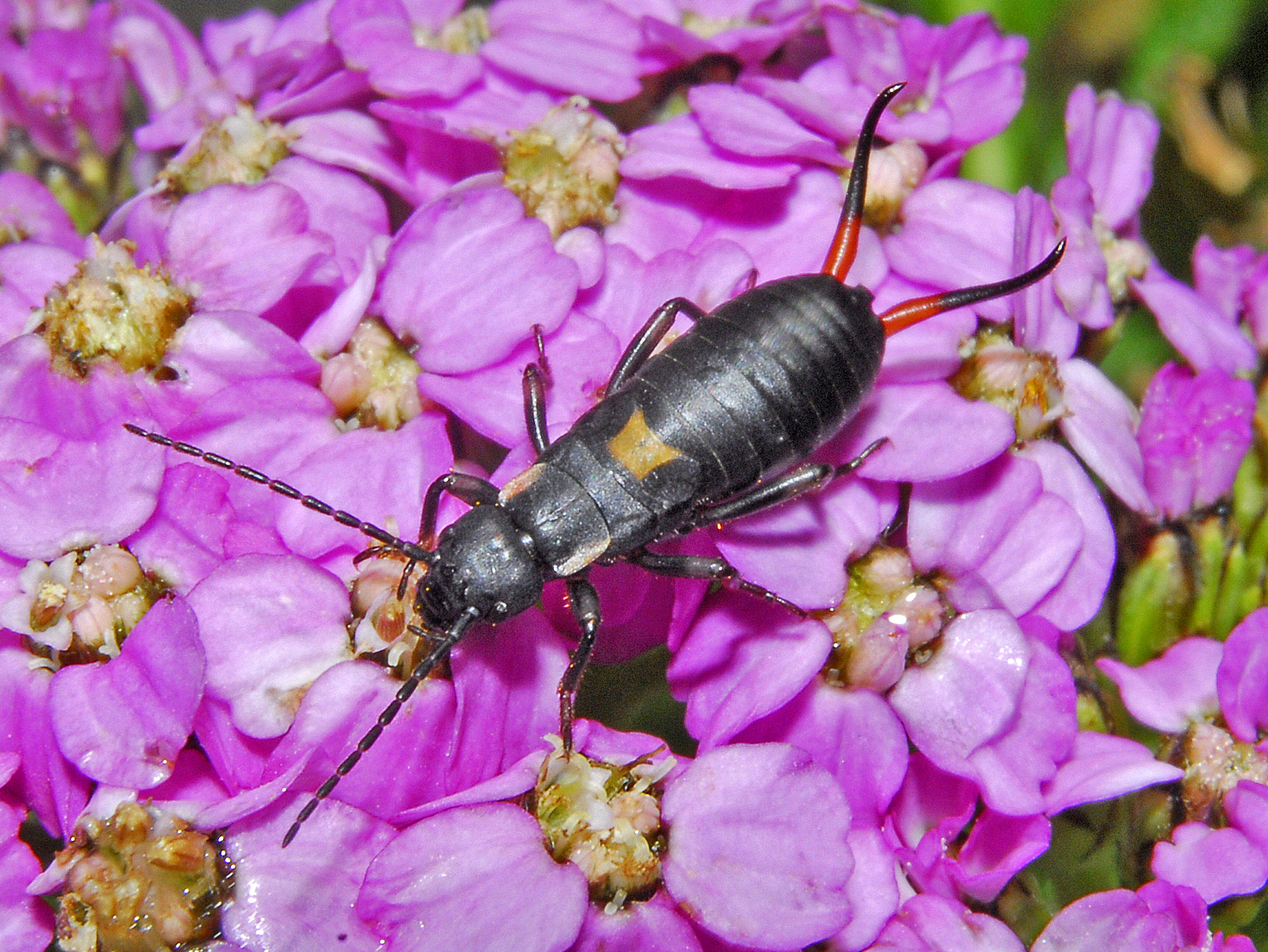
Nimfa Anechura bipunctata z rodziny skorkowatych i podrodziny Anechurinae.

Karol Linneusz w 10. wydaniu Systema Naturae zaliczył opisane wówczas gatunki skorków w poczet chrząszczy, kojarząc je z kusakowatymi. Nazwę Dermaptera, pochodzącą od greckich słów derma („skóra”) i ptera („skrzydła”), nawiązującą do skórzastych pokryw, wprowadził w 1773 Charles De Geer. W jego ujęciu jednak Dermaptera obejmowały wszystkie rzędy ortopteroidalne, odpowiadając prostoskrzydłym (Orthoptera) w sensie nadanym przez Guillaume’a-Antoine’a Oliviera w 1789. Zawężenia nazwy Dermaptera do współcześnie rozumianych skorków dokonał w 1814 roku William Kirby.
Skorki są stosunkowo niewielkim rzędem owadów. Dotychczas opisano około 2 tysięcy ich gatunków (1978 według danych z 2009 r.). Tradycyjnie dzielono je na trzy podrzędy współczesne: Arixeniina, Forficulina i Hemimerina oraz wymarły podrząd Archidermaptera. O ile monofiletyzm Arixeniina i Hemimerina był dobrze wsparty, o tyle Forficulina okazały się w analizach filogenetycznych taksonem parafiletycznym względem ich obu. W nowszych, bliższych filogenezie podziałach wyróżnia się dwa podrzędy wymarłe i tylko jeden współczesny, który z kolei dzieli się na dwa infrarzędy, z których to Protodermaptera mogą być parafiletyczne.
Podział do poziomu rodziny z uwzględnieniem rodzajów o niepewnej klasyfikacji przedstawia się według Dermaptera Species File następująco:
- podrząd: †Archidermaptera
  - nadrodzina: †Protodiplatyoidea Martynov, 1925
    - rodzina: †Dermapteridae Vishnyakova, 1980
    - rodzina: †Protodiplatyidae Martynov, 1925
- podrząd: †Eodermaptera
  - nadrodzina: †Semenovioloidea Vishnyakova, 1980
    - rodzina: †Semenoviolidae Vishnyakova, 1980
    - rodzina: †Turanodermatidae Engel, 2003
- podrząd: Neodermaptera
  - infrarząd: Protodermaptera
    - nadrodzina: Karschielloidea Verhoeff, 1902
      - rodzina: Karschiellidae Verhoeff, 1902

    - nadrodzina: Pygidicranoidea Verhoeff, 1902
      - rodzina: Diplatyidae Verhoeff, 1902
      - rodzina: Haplodiplatyidae Engel, 2017
      - rodzina: Pygidicranidae Verhoeff, 1902

  - infrarząd: Epidermaptera
    - praworząd: Eteodermaptera
      - nanorząd: Plesiodermaptera
        - nadrodzina: Labiduroidea Verhoeff, 1902
          - rodzina: Labiduridae Verhoeff, 1902 – obcężnicowate

      - nanorząd: Eudermaptera
        - nadrodzina: Forficuloidea Latreille, 1810
          - rodzina: Arixeniidae Jordan, 1909
          - rodzina: Chelisochidae Verhoeff, 1902
          - rodzina: Forficulidae Latreille, 1810 – skorkowate
          - rodzina: Spongiphoridae Verhoeff, 1902 – kleszczankowate

    - praworząd: Metadermaptera
      - nadrodzina: Anisolabidoidea Verhoeff, 1902
        - rodzina: Anisolabididae Verhoeff, 1902

    - praworząd: Paradermaptera
      - nadrodzina: Apachyoidea Verhoeff, 1902
        - rodzina: Apachyidae Verhoeff, 1902

      - nadrodzina: Hemimeroidea Sharp, 1895
        - rodzina: Hemimeridae Sharp, 1895

  - infrarząd i rodzina: incertae sedis
    - †Geroncolabis Engel & Chatzimanolis, 2010
    - †Laasbium Scudder, 1900
    - †Labiduromma Scudder, 1890
    - †Litholabis Engel & Chatzimanolis, 2010
    - †Paleocarcinophora Engel & Chatzimanolis, 2010
    - †Petrolabis Engel & Chatzimanolis, 2010
    - †Rhadinolabis Engel, Ortega-Blanco & Azar, 2011
    - †Rupiforficula Engel & Chatzimanolis, 2010
    - †Spiladopygia Engel & Chatzimanolis, 2010
- podrząd i rodzina: incertae sedis
  - †Atopderma Zhao, Ren & Shih, 2010
  - †Kotejalabis Engel & Chatzimanolis, 2005
  - †Mesoforficula Ping, 1935
  - †Sinolabia Zhou & Chen, 1983
  - †Trivenapteron Kelly, Ross et Jarzembowski, 2017[39]

W zapisie kopalnym skorki znane są od karniku w późnym triasie. Jako ich przypuszczalnych przodków wymienia się Protelytroptera. Z jury i kredy znane są Archidermaptera i Eodermaptera. Neodermaptera pojawiły się prawdopodobnie w jurze późnej, ale ich pewny zapis kopalny znany jest od wczesnej kredy. W zapisie z trzeciorzędu dominują już przedstawiciele rodziny skorkowatych.

## Znaczenie gospodarcze
Pospolite gatunki skorków mogą odgrywać pożyteczną rolę, jako że żerują na wszelkich mniej ruchliwych owadach, a więc także szkodnikach upraw. Skorek pospolity potrafi znacząco zredukować populację mszyc (np. bawełnicy korówki, mszycy jabłoniowej, mszycy śliwowo-chmielowej), tarcznikowatych, pryszczarkowatych, pilarzowych, roztoczy oraz motyli np. z rodzin bielinkowatych, sówkowatych i tantnisiowatych (zjada jaja, larwy jak i poczwarki). Z kolei kleszczanka chętnie żeruje na jajach i larwach muchy domowej.
Te same gatunki są jednak wszystkożerne, w związku z czym bywają notowane jako szkodniki niektórych roślin. Skorek pospolity ogryza kwiaty, wyjadając m.in. ich słupki i pręciki oraz żeruje na owocach roślin uprawnych. Bywa notowany jako szkodnik m.in. brzoskwini zwyczajnej, moreli pospolitej, maliny właściwej i chmielu zwyczajnego. Może też zjadać niedojrzałe ziarna zbóż i notowany był jako szkodnik kukurydzy.